# Kenton (métro de Londres)
Kenton (en anglais : Kenton tube station ou Kenton Underground Station), est une station de la ligne Bakerloo du métro de Londres, en zone 4 Travelcard. Elle est située sur la Kenton Road, à Kenton, sur le territoire du borough londonien de Brent, dans le Grand Londres.
Elle est en correspondance avec la gare de Kenton desservie par le réseau London Overground dont les trains de banlieue utilisent les mêmes voies et quais.

## Situation sur le réseau
La station Kenton de la ligne Bakerloo du métro de Londres utilise l'infrastructure, quais et voies, de la gare de Kenton sur la Watford DC line (en). Elle est située entre la station terminus Harrow & Wealdstone et la station South Kenton en direction du terminus Elephant & Castle.

Plans : de la Bakerloo line, de la Watford DC line et des transports à Londres
Bakerloo line.
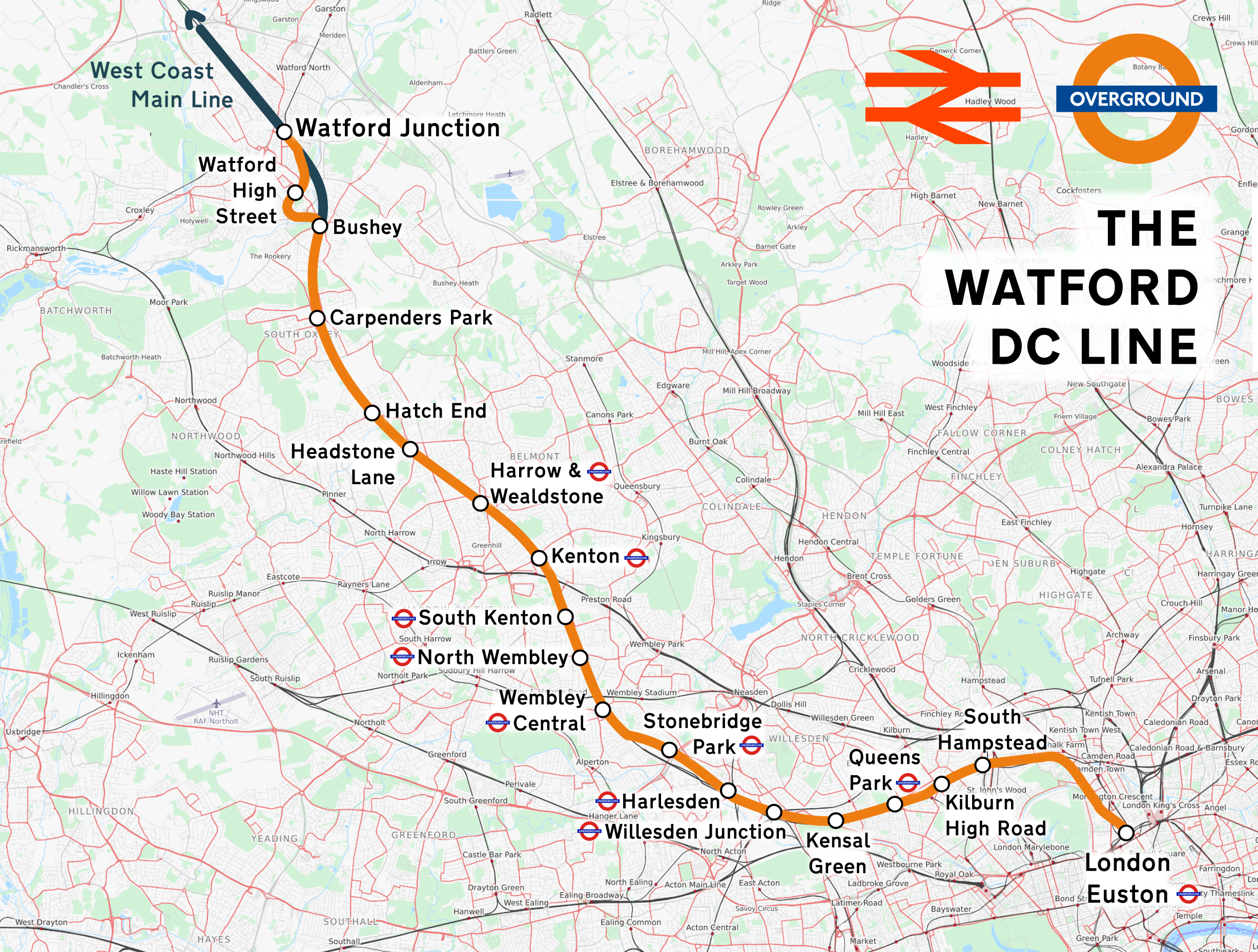
Watford DC line.
Réseaux de Londres.

## Histoire
La station Kenton du métro de Londres est mise en service le 16 avril 1917 sur la ligne Bakerloo. Elle utilise l'infrastructure de la gare ouverte en 1912.

## Services aux voyageurs

### Accès et accueil
La station utilise l'entrée principale commune avec la gare sur la Kenton Road à Kenton.

### Desserte
Kenton est desservie par les rames de la ligne Bakerloo du métro de Londres circulant sur la relation Harrow & Wealdstone  et Elephant & Castle.

Installations et desserte
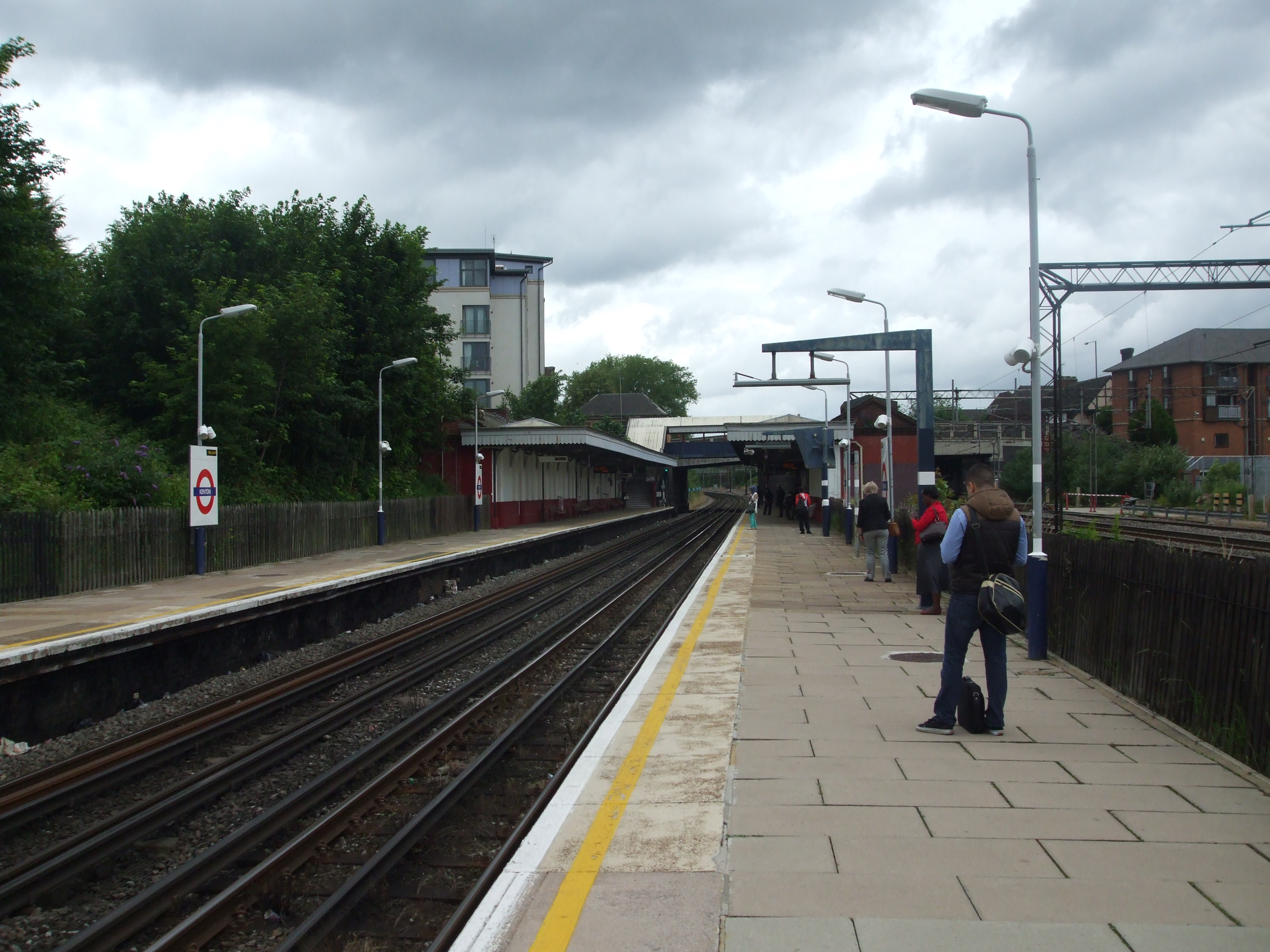
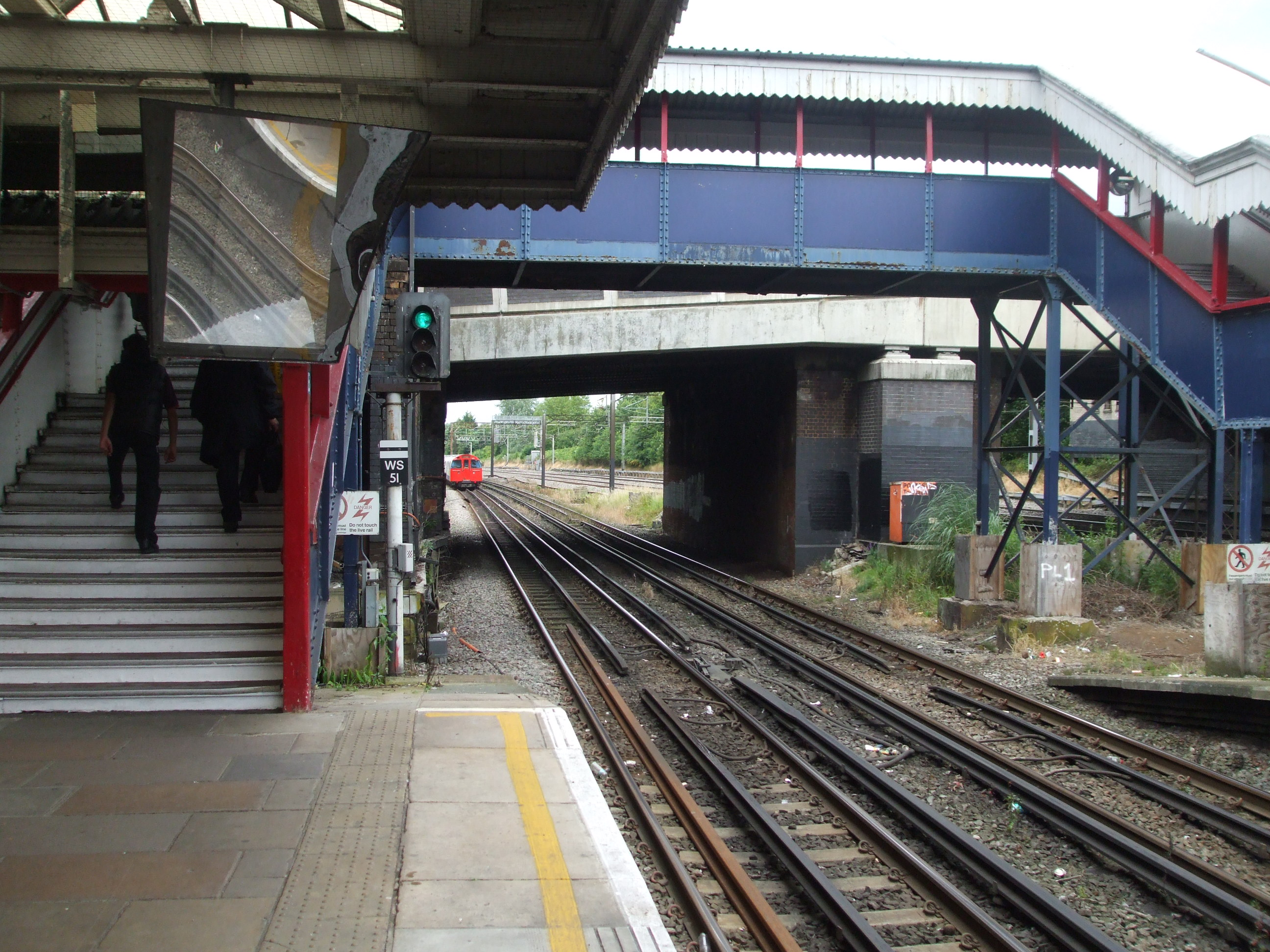
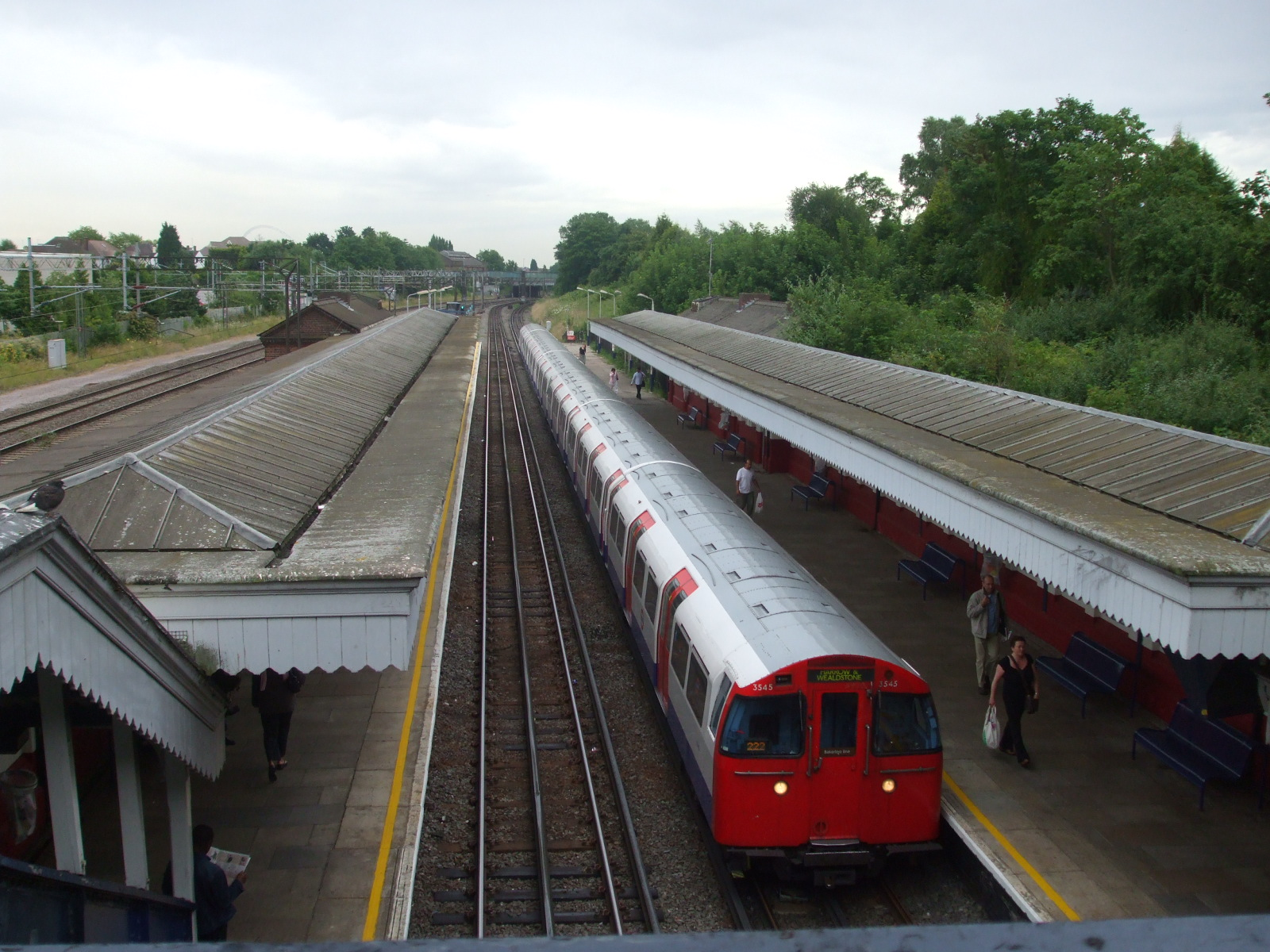

### Intermodalité
Elle est en correspondance avec la gare de Kenton, du réseau London Overground, qui utilise la même infrastructure (voies et quais).
Comme la gare, la station est desservie par des lignes des autobus de Londres : 114, 183, 223, H9, H10, H18 et H19.

## À proximité
- Kenton